# Recceswinth
Recceswinth, död 672, var kung i västgotiska riket från 649 till 672. 